# 中井猛之进
中井猛之进（1882年11月9日—1952年），日本植物学家，东京大学教授、小石川植物园园长、国立科学博物馆馆长。作家中井英夫是其儿子。

## 所命名的分類
（列表可能不完整）
- 23个中井猛之进命名的生物分类